# Порочение прав собственности
Порочение прав собственности — юридический термин, означающий ложную претензию одного лица на владение имуществом другого лица, обычно затрагивает объект недвижимости. Либо это порочение чужого имущества, бизнеса или товаров. Например, утверждение, что дом кишит тараканами, при том, что это не так; или ложное утверждение о владении чужим авторским правом.
Порочение прав собственности является формой клеветы.
Порочение прав собственности — одно из «специализированных» преднамеренных правонарушений общего права.
Штат Калифорния далее дал определение клевете на права собственности, изложив его в разделе 624 в Restatements of the Law следующим образом: «Тот, кто без привилегии делать это, публикует материал, который не соответствует действительности и порочит чужое право имущества на землю, движимое имущество или нематериальные вещи, при таких обстоятельствах, которые приводят к тому, что разумный человек предвидит, что поведение третьего лица как их покупателя или арендатора может быть определено в связи с этим, несет ответственность за причинённый таким образом материальный убыток, возникший от обесценения собственности».
Термин «клевета о правах собственности» является не совсем верным, так как клевета ссылается на то, что произносится, в то время как деликт порочения прав собственности требует публикации. Более точным был бы термин «умаление прав собственности».
Ходатайство о порочении прав собственности может быть законно подано различными способами, включая, но не ограничиваясь, «запросом наложения ареста на имущество должника или практически любым типом записываемого приспособления, описывающего в отношении имущества без привилегий, которые неверны». Не требуется, чтобы оно было записано — просто опубликовано в самом широком смысле слова. 'Опубликовано' может даже означать размещение плаката на лужайке чьей-то недвижимости, на котором написано неподходящие пренебрежительные заявления.